# George Davis (homme politique confédéré)
Pour les articles homonymes, voir Davis.
George Davis, né le 1er mars 1820 à Wilmington (Caroline du Nord) et mort le 23 février 1896 dans cette même ville, était un politicien de la Confédération et procureur général des États confédérés pendant 480 jours en 1864-1865, pendant la Guerre de Sécession.
Considéré comme étant un bon orateur, il donne un discours en mars 1861 dans lequel il dit que la Caroline du Nord devrait faire sécession aux États-Unis pour protéger les intérêts économiques des propriétaires d'esclaves.

## Biographie

### Jeunesse
George Davis naît dans la plantation d'esclaves de son père à Porter's Neck, près de Wilmington (Caroline du Nord). Il a étudie le droit à l'Université de Caroline du Nord et a été admit en 1840.
En 1848, il devient l'avocat général des Chemins de fer Wilmington & Weldon.

### Délégué de la Conférence de Paix de 1861
Davis commence sa carrière politique en tant que whig. Le parti s'effondre en 1856. Avec d'autres anciens whigs du Sud qui voulaient éviter la sécession sur la question de l'esclavage et ont refusé de rejoindre le Parti républicain ou le Parti démocrate, il soutient le Parti de l'Union constitutionnelle lors de l'Élection de 1860.
Après l'élection d'Abraham Lincoln, Davis est délégué de la Caroline du Nord à la Conférence de Paix de Washington du 4 au 27 février 1861.
Davis réagit mal aux propositions d'amendements constitutionnels qui auraient préservé l'esclavage là où il existait mais interdit l'esclavage dans tout territoire des États-Unis "maintenant détenu ou acquis par la suite" au nord de la latitude 36 degrés, 30 minutes.
Il revient à Wilmington en tant que sécessionniste.

### Davis: Sécession pour garder l'esclavage
Le 2 mars 1861, quelques jours après être revenu à Wilmington à la suite de la conférence de paix, Davis fait un discours dans lequel il parle du besoin de la Caroline du Nord de «propriété d'esclaves»

Il ne cache pas qu'il est un sécessionniste. Il en dit que c'est nécessaire pour protéger les intérêts économiques des propriétaires d'esclaves de la Caroline du Nord et tout le reste lié à l'esclavage.
"Nous ne pourrions jamais accepter le plan adopté par la Convention comme compatible avec les droits, les intérêts ou la dignité de la Caroline du Nord ... La division doit être faite sur la ligne de l'esclavage. L'État doit aller avec le Sud."
Les élites pro-esclavagistes de Caroline du Nord ont déclaré la sécession de l'Union le 20 mai 1861. L'implication formelle de l'État avec le gouvernement confédéré a commencé. Peu de temps après, les sécessionnistes de Caroline du Nord ont placé Davis sur une liste à partir de laquelle il a est choisi comme délégué au Congrès confédéré provisoire pour 1861-1862. Plus tard, Davis est élu pour un mandat de deux ans au Sénat.

### Sénateur confédéré et procureur général
Le 27 septembre 1863, l'épouse de Davis, Mary Adelaide Polk Davis (de la politiquement importante famille Polk, dont l'ancien président Polk avait été membre) décède à Wilmington, à l'âge de 43 ans. Plus tard cet automne, l'Assemblée générale de Caroline du Nord élit William Alexander Graham au siège du Sénat détenu par Davis.
Pour garder George Davis dans le gouvernement fondateur, le président confédéré Jefferson Davis (aucun lien de parenté connu) le nomme en janvier 1864 procureur général avant le mandat du Sénat se terminant le 17 février 1864.
George Davis démissionne du Sénat et occupe ensuite le poste de cabinet à partir du 2 janvier 1864. Les fonctions de procureur général confédéré n'impliquaient aucune partie des affaires militaires. Et, comme la Cour suprême confédérée n'a jamais été créée, le procureur général n'avait pas grand-chose à faire d'autre que d'assister aux délibérations du cabinet et de rédiger des conseils juridiques pour les autres membres du cabinet sur la base du mince livre des statuts confédérés. Davis a occupé le poste jusqu'à sa démission peu après la chute de Richmond en avril 1865.
Des offres de service public lui ont été faites avant et après la guerre, mais il les a toutes refusées. George Davis n'a jamais occupé de fonction publique sous le drapeau des États-Unis d'Amérique.

### Fugitif et prisonnier
Alors que la Confédération s'effondre, George Davis accompagna le gouvernement fugitif jusqu'à Charlotte, Caroline du Nord. Il présente une démission le 25 avril 1865 et reçoit notification de son acceptation le lendemain. Il avait été procureur général pendant 68 semaines et trois jours.
Davis alors, voyageant seul, tente de fuir vers l'Angleterre en passant par la Floride et Nassau. Alors qu'il prévoyait de quitter les États-Unis, il choisit de laisser ses enfants sans mère rester dans la famille élargie.
Davis est capturé par les forces américaines à Key West, Floride, le 18 octobre 1865. Il est emprisonné à Fort Hamilton à Brooklyn, New York jusqu'à ce qu'il obtienne sa libération conditionnelle par le président Andrew Johnson le 2 janvier 1866.

### Vie privée et mort
Davis accepte une nomination en tant que délégué à la Convention Nationale de l'Union de 1866. La convention privée, finalement infructueuse, était une tentative de construire un nouveau parti politique pour soutenir le président Andrew Johnson et sa politique personnelle de suprématie blanche et de vandalisme administratif du programme du Congrès de Reconstruction.
Davis retourne à Wilmington. Il reconstruit son cabinet d'avocats et a travaillé comme avocat de chemin de fer. Davis épouse Monimia Fairfax, de 17 ans sa cadette et membre de l'élite et des puissantes familles Fairfax et Randolph de Virginie.
En 1878, le gouverneur Zebulon Baird Vance offre à Davis le poste de juge en chef de la Cour suprême de l'État, mais Davis le refuse au motif qu'il ne peut pas vivre avec le salaire.

Il prononce son dernier discours public en 1889, lors d'un événement commémoratif à Wilmington pour Jefferson Davis. Dans le discours, George Davis résume sa propre carrière politique en une phrase :
"Mon ambition s'est effondrée avec la bannière du Sud et, comme elle, ne s'est plus jamais relevée."
Il mourut en 1896, âgé de 75 ans.

## Mémoires

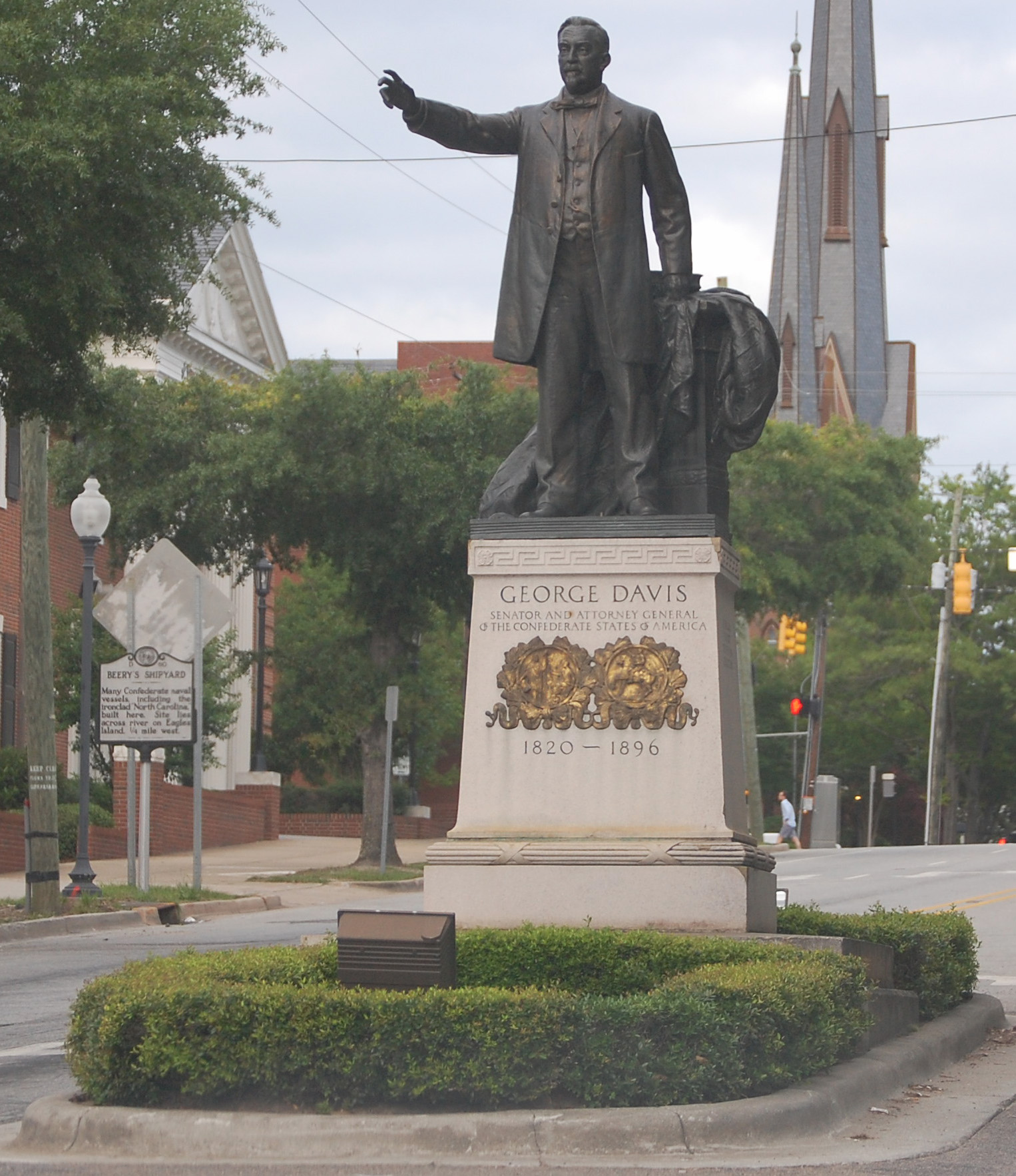
George Davis Monument à Wilmington, Caroline du Nord, avant le retrait de la statue.

### Réactions après sa mort
Après sa mort, les élites blanches de Wilmington et les dirigeants de la profession juridique de l'État ont commencé à vanter Davis comme un exemple de virilité parfaite du Sud blanc.

### Monuments
En 1911, un monument des Confédérés à Davis a été consacré au centre-ville de Wilmington, en Caroline du Nord, par les Filles unies de la Confédération — 46 ans après la capitulation de la Confédération.
Le monument montre Davis, la main sur le pupitre, prononçant un discours.
Le 25 juin 2020, la statue, mais pas son piédestal, a été temporairement retirée par la ville de Wilmington coïncidant avec le limogeage de trois policiers qui, selon la ville, avaient participé à des discussions "brutalement racistes" enregistrées sur du matériel de police officiel. Pour justifier le démantèlement, le gouvernement de la ville a cité l'exception de sécurité publique dans la loi de l'État destinée à contrecarrer le retrait des monuments confédérés en Caroline du Nord. La ville n'a pas annoncé de lieu de stockage ni de date de ré-érection.

### Pierre tombale
Après sa mort en 1896, sa dépouille a été enterrée au Cimetière d'Oakdale de Wilmington sous une pierre plate qui porte une croix celtique.

Le marqueur comprend l'inscription révisionniste Lost Cause -
"Homme d'État, mais ami de la vérité de l'âme sincère

Dans l'action fidèle et dans l'honneur, mon cher"

### Marqueur historique de l'autoroute
En 1949, le gouvernement de l'État de Caroline du Nord a placé un marqueur historique d'autoroute concernant Davis sur l'US Highway 17 à Porters Neck Road près de Wilmington.
GEORGE DAVIS 
1820-1896
A servi la Confédération
comme sénateur, 1862-1864, &
comme procureur général,
1864-1865. Son lieu de naissance

était à trois kilomètres à l'est.

### Portrait
Pendant le mandat d'automne de 1915, sa famille a présenté un portrait de George Davis à accrocher dans la bibliothèque de la Cour suprême de Caroline du Nord. Tous les autres portraits de la collection de la cour sont des juges de la cour.

### Unité des fils des vétérans confédérés
Une unité des fils des vétérans confédérés a été nommée "George Davis Camp 5"